# Вилкавишкис
Вилкавишкис (литв. Vilkaviškis, рус. Вилковишки, пољ. Wyłkowyszki) је град у Литванији, у јужном делу земље. Вилкавишкис је седиште истоимене општине Вилкавишкис у оквиру округа Маријамполе.
Вилкавишкис је по последњем попису из 2010. године имала 12.764 становника.